# Coendou
Coendou, Porcs-épics préhensiles
Genre
Synonymes
- Coendus Geoffroy, 1803
- Coandu Fischer, 1814
- Coendu Lesson, 1827
- Cuandu Liais, 1872

Les Coendous ou Porcs-épics préhensiles (Coendou), sont un genre de rongeurs de la famille des Erethizontidae ; cette dernière rassemble les porcs-épics du continent américain. On retrouve cet animal en Amérique du Sud et en Amérique centrale. 

## Description
Ils ont une queue préhensile et des pouces opposables aux pieds et aux mains.

## Classification
Ce genre a été décrit pour la première fois en 1799 par le zoologiste français Bernard-Germain de Lacépède (1756-1825).
Les auteurs ont souvent hésité dans la seconde moitié du XXe siècle à inclure également dans ce genre les espèces de porcs-épics préhensiles du genre Sphiggurus, toutefois, à la lumière de la génétique, les deux genres sont considérés comme étant distincts au début du XXIe siècle.

### Liste des espèces
Selon Mammal Species of the World (version 3, 2005)  (23 septembre 2013) et Catalogue of Life (4 octobre 2013) :
- Coendou bicolor (Tschudi, 1844) - Coendou bicolore
- Coendou nycthemera Olfers, 1818
- Coendou prehensilis (Linnaeus, 1758) - Coendou à queue prenante ou Porc-épic du Brésil
- Coendou rothschildi Thomas, 1902

En 2013 une espèce supplémentaire a été ajoutée :
- Coendou speratus Pontes, Gadelha, Melo, Sá, Loss, Caldara Júnior, Costa & Leite, 2013